# Caliban and the Witch
Caliban and the Witch: Women, the Body and Primitive Accumulation er et historisk værk af Silvia Federici fra 2004. Bogen fortæller historien om kapitalismens fødsel og den forfølgelse af kvinder, der fandt sted som en fast bestanddel af den. Federici viser, hvordan opkomsten af det nye mandlige proletariat af lønarbejdere krævede en krig mod kvinder, indførelsen af en ny pagt mellem kønnene og en ny patriarkalsk æra, hun kalder "lønarbejdets patriarkat". Det historiske omdrejningspunkt for bogen er hekseforfølgelserne og den nye disciplinering af kroppe. Federici argumenterer for og viser, hvordan kvindernes underkastelse var lige så afgørende for dannelsen af det nye verdensomspændende proletariat som indhegningen af fællederne, erobringen og koloniseringen af 'Den Nye Verden' og slavehandlen.

## Bogens hovedtese
I bogen videreudvikles Leopoldina Fortunatis kritik af Karl Marx' historieskrivning over kapitalismens første tider. Federici argumenterer mod Marx' påstand om, at primitiv akkumulation er en nødvendig forløber for kapitalismen. I stedet fremfører hun, at primitiv akkumulation er en grundlæggende egenskab ved kapitalen som sådan; at kapitalen, for at kunne videreføre sig, kræver en konstant tilførsel af eksterne værdiformer. Federici forbinder denne udvinding af andre værdier til kvinders ubetalte arbejde, både den reproduktive slags og i øvrigt, som hun fremlægger som en historisk betingelse for opkomsten af en kapitalistisk økonomi baseret på lønarbejde. I forbindelse med dette redegør hun for den historiske kamp om fællederne og kampen for fælles brug af jorden og produktionsmidlerne (kommunalisme). I stedet for at se kapitalisme som en frigørelse fra feudalisme, fortolker Federici opkomsten af kapitalisme som en reaktionær bevægelse med det formål at underminere den voksende sympati for kommunalistiske praksisser og for at bevare den grundlæggende sociale kontrakt.

## Biopolitik
Udover at kritisere den marxistiske historieskrivning, udgjorde bogen et afgørende korrektiv til samtidens undersøgelser af såkaldt biopolitik. Ifølge Federici havde disse, både hos Foucault og hans efterfølgere, haft tendens til at glemme hekseforfølgelserne i det 16. og 17. århundrede. De var en fast bestanddel af den systematiske ødelæggelse af kvinders magt over biologisk og social reproduktion og social kreativitet, en proces der var af afgørende betydning for indhegningen af fællederne og de koloniale bevægelser og dermed scenen for både fødslen af egentlig kapitalisme og den moderne stat.

## Nutidige paralleller
Federici placerer institutionaliseringen af voldtægt og prostitution, såvel som forfølgelsen, afbrændingen og tortureringen af kættere og hekse, som omdrejningspunktet for underkastelsen af kvinder og tilegnelsen af deres arbejde. I dag betyder disse begivenheders forbindelse til koloniale tilegnelser, at de dermed giver en ramme for at forstå, det arbejde som den Internationale Valutafond (IMF), Verdensbanken og andre stedfortræder-institutioner udfører, som en fornyet primitiv akkumulation. Denne nye udvinding af fælles værdier indebærer, at alt fra vand til frøsorter og DNA bliver privatiseret, og beløber sig dermed til en ny runde af indhegninger.